# Eugène Boré
Eugène Boré (1809-1878) byl francouzský lingvista, misionář a archeolog, specialista na orientální kultury (Arménie, Írán, Turecko).

## Život
Eugène Boré se narodil v Angers jako třetí dítě z pěti. Jeho otec zemřel v roce 1812, když mu byly tři roky, matka měla jen skromný příjem. Studium začal v Angers, poté díky stipendiu pokračoval v Paříži na Collège Stanislas. Získal první cenu ve studentské filozofické soutěži, kde se střetl s Alfredem de Mussetem. Poté se po ročním studiu práv začal věnovat lingvistice.
Boréova matka zemřela v roce 1828, což ho velmi poznamenalo. V Lammenaisově duchu měl na srdci otázku náboženské jednoty a emancipace národů prostřednictvím křesťanství. Proto v roce 1829 se svým bratrem Léonem Borém absolvoval formaci v kongregaci sv. Petra v Malestroitu a La Chénaie. Během těchto let navázal přátelství s Lamennaisem, kterému velmi důvěřoval a se kterým si pravidelně dopisoval. Studoval s velkým úspěchem a specializoval se na orientální jazyky. Během studií se naučil arabsky, turecky, persky, arménsky, hebrejsky a syrsky.
V roce 1833 byl Boré přijat do Asijské společnosti a stal se známým prostřednictvím článků v orientalistickém časopise Revue asiatique. Kromě toho ve školním roce 1833 / 1834 učil arménštinu na Collège de France. Byl sociálně citlivý a účastnil se mnoha charitativních podniků, zejména charitativních návštěv chudých organizovaných Společností sv. Vincenta z Pauly.
Když se Boré stal známým v akademických kruzích, v roce 1835 mu byla svěřena literární mise v klášteře arménských mnichů otců mechitaristů v Benátkách; ti uprchli do Itálie a v roce 1717 se tam usadili. Poté napsal svou první knihu mapující historii této arménské řeholní společnosti. Měl chuť cestovat, a tak chtěl vyjet na Blízký východ, aby mohl „navštívit zemi, která byla kolébkou křesťanství, studovat jazyk, kterým se tam mluví, prozkoumat její památky, a pak se vrátit vyzbrojen těmito novými znalostmi“.
Svou cestu Boré provedl z pověření ministerstva školství a Akademie nápisů a krásné literatury (Académie des Inscriptions et Belles-Lettres). Do Konstantinopole dorazil 6. prosince 1837. Město bylo tehdy hlavním městem Osmanské říše. Navštěvoval kongregaci vincentinů, která měla ve městě sídlo, poblíž kterého byl ubytován. Po dvou letech odjel ve společnosti otce Félixe Scafiho, italského vincentina, do Persie. Vyrazili 2. května 1839 podél pobřeží Černého moře, dorazili do přístavu Samsun, překročili pontské hory a přes Tokat pokračovali do Erzurumu v Arménii. Eugène Boré také navštívil Vagharšapat, sídlo arménského patriarchátu, poté odešel do Tabrízu, kde se v roce 1838 usadil.
Později Boré založil katolickou školu v Tabrízu v Íránu, kde také zakládal charitativní organizace. Perský šáh ho za vynikající kvalitu jím založené školy vyznamenal. Boré se také účastnil archeologické výpravy v Persii. Pak studoval místní památky země a pokračoval v archeologickém výzkumu. V roce 1840 se v Isfahánu v Íránu setkal s francouzským velvyslancem Édouardem de Sercey. Přes Mezopotámii se pak vrátil do Francie.
Poté Boré působil jako profesor na koleji vincentinů v Konstantinopoli a v roce 1847 byl poslán na misii do Svaté země. Cestoval do Sýrie a Palestiny. V roce 1849 v Istanbulu vstoupil do kongregace vincentinů zvaných též lazaristé, kde byl v roce 1850 vysvěcen na kněze. Patnáct let pak řídil školu Bebek v Istanbulu.
Po návratu do Paříže v roce 1866 byl Boré jmenován generálním sekretářem zahraničních misí. V roce 1867 na žádost svého kolegy Médarda Salvayra vstoupil do Generální rady Školního díla Východu (L'Œuvre des Écoles d'Orient, od roku 1931 jen L’Œuvre d’Orient). Působil tam vedle Jeana-Baptisty Étienna, generálního představeného kongregace. Sám byl pak v roce 1874 zvolen generálním představeným kongregace, a tuto funkci zastával až do své smrti. Byl od roku 1833 členem Asijské společnosti a od roku 1842 dopisujícím členem Académie des Inscriptions et Belles-lettres.
Po cestě do střední Evropy se Boré cítil velmi unavený a 3. května 1878 zemřel na zápal plic. U jeho lůžka byli kardinál Joseph Hippolyte Guibert a jeho koadjutor, arcibiskup François Richard de La Vergne. Měl u sebe kříž, vzpomínku na přítele, který mu byl drahý, na kterém bylo napsáno in hoc signo vinces (v tomto znamení zvítězíš), což jsou slova, která mohou shrnout misijní ideál, kterým se řídil.

## Dílo

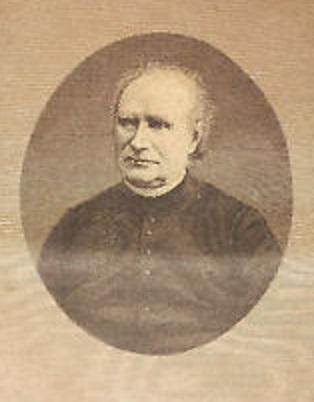
Portrét Eugèna Borého (1879)

- Saint Lazare ou histoire de la société religieuse arménienne de Méchitar, 1835
- Le couvent de Saint-Lazare à Venise, ou Histoire succincte de l'ordre des Méchitaristes arméniens, suivie de renseignements sur la langue, la littérature, l'histoire religieuse et la géographie de l'Arménie, 1837
- Russie, avec César Famin et Jean-Marie Chopin, Paris, Firmin Didot frères, 1838, 2 vol., réédité en 1857
- Révolutions des peuples du Nord (Paris, W. Coquebert, 1841-1842, 4 vol. in-8°)
- Fragment d'un voyage dans l'Asie Mineure, Bulletin de la Société de géographie, II, 1839, p. 382-393
- Correspondance et mémoires d'un voyageur en Orient, 2 vol, 1840
- Lettre sur quelques antiquités de la Perse, Journal Asiatique, 1842, p. 227-235
- Question des Lieux Saints, 1850
- Mémoire sur les Aghovans, ou Albanais d'Arménie, 1870